# 天主教万象宗座代牧区
天主教万象宗座代牧区 （拉丁語：Apostolicus Vicariatus Vientianensis），是羅馬天主教會以老撾首都萬象為中心的一個宗座代牧區。範圍包括萬象市、萬象省、華潘省、川壙省的全部和波里坎塞省的一部。
1899年5月4日設老撾監牧區，1938年6月14日設萬象暨瑯勃拉邦監牧區。1952年3月13日升為代牧區，1963年3月1日瑯勃拉邦代牧區分出。宗座代牧為路易斯·瑪利·林·曼坎昆樞機。